# Colombia ai Giochi della XXVII Olimpiade
La Colombia partecipò ai Giochi della XXVII Olimpiade, svoltisi a Sydney, Australia, dal 15 settembre al 1º ottobre 2000, con una delegazione di 44 atleti impegnati in tredici discipline.

## Medaglie
| Medaglia | Atleta               | Sport             | Evento          |
| -------- | -------------------- | ----------------- | --------------- |
| Oro      | María Isabel Urrutia | Sollevamento pesi | 75 kg femminile |